# Гидрозатвор (брожение)

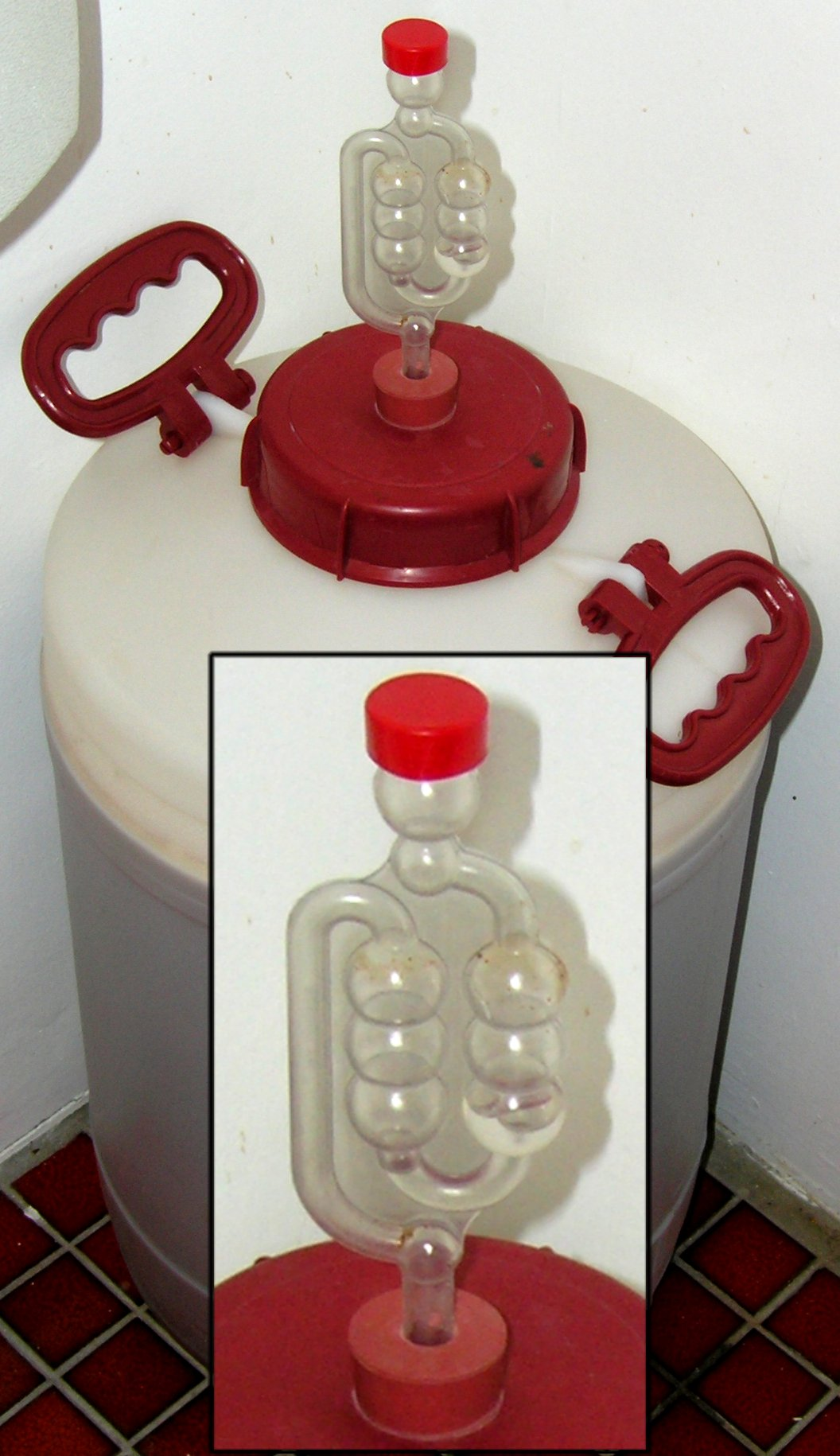
Гидрозатвор на сосуде для домашнего пивоварения

Гидрозатвор — устройство, используемое в пивоварении и виноделии, которое позволяет углекислому газу, выделяющемуся во время брожения, выходить из ферментера, не позволяя воздуху попадать в ёмкость, тем самым избегая окисления.
Существует две основные конструкции гидрозатвора. Эти конструкции работают, когда наполовину заполнены водой. Когда давление газа внутри сосуда для брожения превышает преобладающее атмосферное давление, газ будет проталкиваться через воду в виде отдельных пузырьков в наружный воздух. Дезинфицирующий раствор, диоксид серы или спирт иногда помещают в гидрозатвор, чтобы предотвратить загрязнение напитка в случае, если вода непреднамеренно попадет в ёмкость.
Это устройство может иметь форму трубки, соединяющая верхнее пространство сосуда для брожения с дезинфицированной жидкостью, или более простого устройства, установленного непосредственно наверху сосуда для брожения.
В настоящее время самым часто используемым гидрозатвором является гидрозатвор, который устанавливается наверху ферментационного сосуда и состоит из трех частей. Другие модели содержат три выпуклые камеры, обеспечивающие более широкий диапазон выравнивания давления. Эти выпуклые гидрозатворы обычно изготавливались из стекла, выдуваемого вручную, а сейчас часто изготавливаются из прозрачного пластика.
Использование перфорированных резиновых шариков представляет собой простую и недорогую альтернативу обычным гидрозатворам: в домашнем пивоварении, шарик натягивается на отверстие сосуда для брожения и, при необходимости, затягивается резиновыми лентами. Затем шарик прокалывают иглой. Эти проколы, хотя и не полностью герметичны, в достаточной степени защищают содержимое сосуда от загрязнения и позволяют газам, образующимся в результате ферментации, выходить из сосуда по мере повышения давления и надувания баллона.